# Tribes: Aerial Assault
Tribes: Aerial Assault est un jeu vidéo de tir à la première personne développé par Inevitable Entertainment et édité par Sierra Entertainment, sorti en 2002 sur PlayStation 2.

## Accueil
- GameSpot : 7,2/10[1]
- IGN : 7,2/10[2]